# دانوبي (نيويورك)
دانوبي (بالإنجليزية: Danube, New York)‏ هي بلدة أمريكية تقع في الولايات المتحدة في مقاطعة هيركايمر، نيويورك. يقدر عدد سكانها بـ 1,039 نسمة ومساحتها 76.8 كم2 وترتفع عن سطح البحر 135 متر.